# Shopping Center Massen

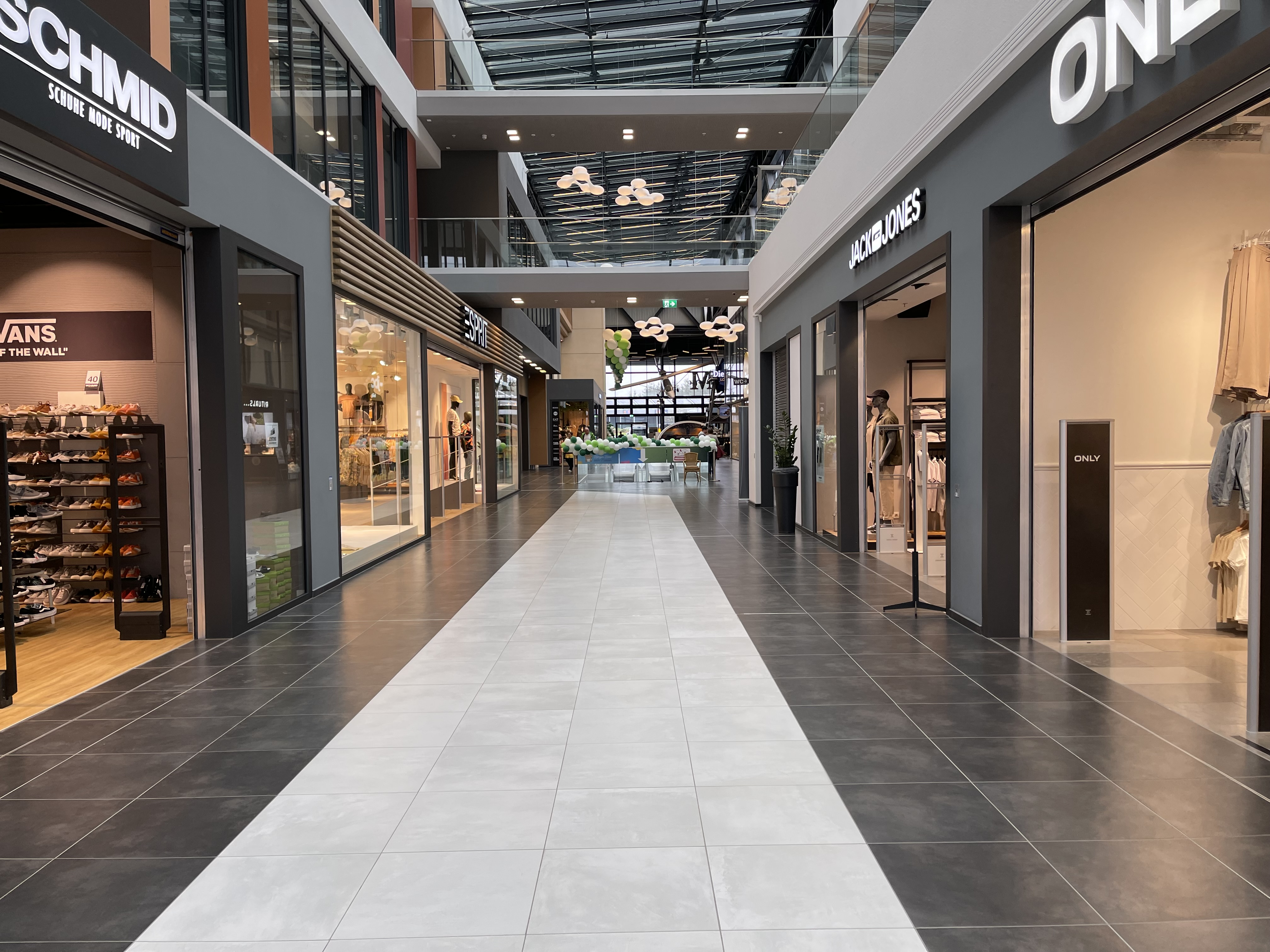
Massen shopping mall photo 4

Shopping Center Massen is een winkelcentrum in Wemperhardt in de gemeente Weiswampach in Luxemburg. Hoofdeigenaar van het winkelcentrum is al decennia lang Arsène La Plume.

## Geschiedenis
In 1968 werd de firma Massen opgericht door Joe Massen als een tankstation met 3 pompen. Daarnaast handelde Massen in gebruikte landbouwwerktuigen en had een reparatiewerkplaats. Het tankstation liep goed en al snel werd er een café en tabakswinkel toegevoegd aan het tankstation.
In 1977 kwam Arsène La Plume, schoonzoon van Massen, bij het bedrijf werken. In het midden van de jaren 1980 exploiteerde Massen meerdere benzinestations en had meer dan 100 medewerkers in dient. In 1987 nam La Plume de tankstations over en verliet Massen de markt van de landbouwmachines. De volgende stap in de groei was het verschuiven van de focus naar de detailhandel met een supermarkt, waarbij de nadruk wordt gelegd op kwaliteit in plaats van kwantiteit.
In 1988 werd de supermarkt uitgebreid tot een oppervlakte van 2000 m² en werd een brasserie geopend met 220 zitplaatsen. In 2001 werd een extra tankstation met winkel en een gloednieuwe wasstraat gebouwd.
Begin december 2006 werd de eerste fase van het huidige winkelcentrum geopend na een bouwtijd van tweeënhalf jaar. In 2015 werd het winkelcentrum voor de eerste keer uitgebreid tot 18.000 m². In 2019 werd vervolgens een tweede uitbreiding geopend van 12.000 m² waarna het winkelend publiek helemaal rond kon lopen in het winkelcentrum. In het midden van het winkelcentrum is La Grande Épicerie Massen gevestigd. Dit is een supermarkt met veel luxe en versproducten. Anno 2022 telt het winkelcentrum 70 winkels en 13 restaurants op een oppervlakte van 45.000 m² en is zeven dagen per week geopend.
Op de 1e en 2e verdieping zijn kantoren gevestigd en daarnaast is er een 4-sterenhotel met 50 kamers.